# 乔大壮
喬大壯（1892年1月16日—1948年7月3日），原名喬曾劬，字大壯，一字壮殹，别署伯戢、劳庵，號波外居士，成都華陽雙流縣人。

## 生平
喬大壯的祖先是自河南新野遷至四川地區的讀書人家。他的祖父是為戊戌六君子收屍的喬茂萱。喬大壯在年少時遊學於北京，進入京師大學堂就讀，並廣泛研讀經史詩文，後入譯學館跟從辜鴻銘熟習法文。此外，他還研究佛典，並精於創作詩詞。1915年，他被聘任為中華民國教育部督學，和魯迅共事，後轉任譯學館。1916年，開始學篆刻。1927年，南昌起義後部隊南下，他回到北平。
1935年，他被聘任為國立中央大學藝術系教授，和徐悲鴻同事。1937年，擔任中大師範學院詞學教授、抗戰期間任白崇禧將軍秘書，國民政府經濟部秘書、軍訓部參議、監察院夏，他獲臺灣大學文學院中文系主任許壽裳推薦擔任中文系教授。1948年2月18任，在許壽裳遇害之後，他繼任系主任職務；但隨後因拒絕鎮壓學生運動被辭退，於是返回南京；7月3日，他在蘇州平門外梅村橋投河自盡。
喬大壯早年臨摹虞世南書法，並以秦漢時期作品為對象研究篆刻。在詩詞創作上，他尤其擅長填詞，並被唐圭璋讚譽為“一代詞壇飛將”。

## 著作
《波外樂章》、《波外樓詩集》、《喬大壯印集》、《喬大壯書法集》等。黃墨谷另有為其編輯《喬大壯先生手批周邦彥〈片玉詞〉》。

## 外部鏈接
- 黃議震. . 人間福報. 2016年1月13日  [2017-03-06]. （原始内容存档于2019-09-15）.
- . 120.115.24.7.   [2017-03-06]. （原始内容存档于2017-03-06）.
- 孟醒. . 人 民 網. 2012年4月5日  [2017-03]. （原始内容存档于2017年3月6日）.
- 胡善兵. . 澳門日報電子版.   [2017-03-06]. （原始内容存档于2017-03-06）.
- 蔡登山. . 求是理论网.   [2017-03]. （原始内容存档于2013-11-15）.
- . seuaa.seu.edu.cn.   [2017-03-06]. （原始内容存档于2017-03-06）.
- 中国历代鉴藏家印鉴数据库细览 （页面存档备份，存于）